# ناروتو شيبودن (الموسم 4)
الموسم الرابع من مسلسل ناروتو شيبودن أخرجه هاياتو داتيه وأنتجه إستديو بيرو وتلفاز طوكيو. المسلسل مبني على الجزء الثاني من مانغا ناروتو التي يألفها ويرسمها ماساشي كيشيموتو. الموسم يحكي عودة منظمة الأكاتسكي الذين يبحثون عن الوحوش المذيلة والمضيفين لهم (الجينشوريكي) وقتالهم مع نينجا قرية الورق. عُرض الموسم على تلفاز طوكيو في اليابان ابتداءً من 21 أغسطس وحتى 11 ديسمبر 2008. وقد أصدرت أنبليكس الموسم بصيغة الدي في دي على 4 أقراص في اليابان ابتداءً من 14 يناير إلى 13 مايو 2009. أُصدر الموسم في الدي في دي بعنوان فصل المدمران الخالدان — هيدان وكاكوزو (不死の破壊者、飛段・角都 فوشي نو هاكايشا هيدان كاكوزو). في 2 يناير 2009، بدأ كرانشي رول وفيز ميديا بتوفير حلقات مترجمة من الموسم.
شارتا البداية لهذا الموسم هما "الطائر الأزرق" (ブルーバード بوروبادو) بواسطة إكيمونو غاكاري من الحلقة 72 إلى الحلقة 77، و«أقرب» (Closer) بواسطة جو إينوي من الحلقة 78 فصاعدًا. شارتا النهاية هما «الشباب المكسور» (Broken Youth) بواسطة نيكو تاتشز ذا وول من الحلقة 72 إلى الحلقة 77، و«قبلة وداع طويلة» (Long Kiss Good Bye) بواسطة هالكالي من الحلقة 78 فصاعدًا. الفيلم الثاني لناروتو شيبودن الروابط أُصدر في 2 أغسطس 2008. النسخ المعروضة من الحلقات 70-73 تتضمن مشاهد من الفيلم في شارات البداية في ظل احتفاظها بالموسيقى الأصلية.

## أحداث الموسم
يتمحور هذا الموسم حول ظهور عضوا أكاتسكي جديدان هيدان وكاكوزو ويتبين أنهما خالدان لأن كاكوزو يمتلك خمس قلوب لكنه يموت حالما تدمر بينما هيدان لا يموت أبدا رغم خطورة الإصابة التي تعرض لها لأنه يقوم بتقديم التضحيات لإلهه جاشين. إن كاكوزو صائد جوائز يقوم بقتل المطلوبين وأخذ جتثهم إلى بنك بينغو ليأخذ المكافأة وفي هذا الجزء يلاحق الحراس الإثنا عشر السابقين للهوكاغي وأحد هؤلاء هو أسوما أستاذ شيكامارو الذي يقتل من طرف هيدان لكن بواسطة عبقريته يتمكن من الانتقام منه بتفجيره إلى أشلاء ودفنه تحت الأرض لكن رغم ذلك فهو لا يزال حيا أما كاكوزو فقضى عليه ناروتو بواسطة مهارته الجديدة.

## قائمة الحلقات
| رقم الحلقة | عنوان الحلقة | فصول المانغا | تاريخ العرض الأصلي |
| مهمة قمع "الأكاتسكي" (“暁”討伐任務 "أكاتسوكي" توباتسو نينمو) (مانغا) المدمران الخالدان — هيدان وكاكوزو (不死の破壊者、飛段・角都 فوشي نو هاكايشا هيدان كاكوزو) (أنمي) | مهمة قمع "الأكاتسكي" (“暁”討伐任務 "أكاتسوكي" توباتسو نينمو) (مانغا) المدمران الخالدان — هيدان وكاكوزو (不死の破壊者、飛段・角都 فوشي نو هاكايشا هيدان كاكوزو) (أنمي) | مهمة قمع "الأكاتسكي" (“暁”討伐任務 "أكاتسوكي" توباتسو نينمو) (مانغا) المدمران الخالدان — هيدان وكاكوزو (不死の破壊者、飛段・角都 فوشي نو هاكايشا هيدان كاكوزو) (أنمي) | مهمة قمع "الأكاتسكي" (“暁”討伐任務 "أكاتسوكي" توباتسو نينمو) (مانغا) المدمران الخالدان — هيدان وكاكوزو (不死の破壊者、飛段・角都 فوشي نو هاكايشا هيدان كاكوزو) (أنمي) |
| --- | --- | --- | --- |
| 72 | «الخطر الزاحف» "شينوبيورو كيوي" (忍び寄る脅威) | 312-314 | 21 أغسطس 2008 |
| يعتذر أسوما لعدم تمكنه من معرفة الملك الذي كان يتحدث عنه أبيه الشهاب الثالث، بينما يخرج كاكاشي من المستشفى ويرسل لتسونادي تقرير حول الأكاتسكي ويفيد بظهور عضوان جديدان هيدان وكاكوزو اللذان هاجما دولة البرق للإمساك بالوحش ذي الذيلان، يقاتل هيدان الجينشوريكي يوغيتو ني ووحشها ويقضي عليهما ويتوجهان إلى دولة النار. | | | |
| 73 | «غزو الأكاتسكي» "أكاتسوكي شينكو" (“暁”侵攻) | 314، 318 | 28 أغسطس 2008 |
| يأتي زيتسو ويأخذ الجينشوريكي يوغيتو ني ويذهب هيدان وكاكوزو إلى دولة النار ويقتحمان معبد للرهبان ويعاركان أقوى الرهبان ويدعى كيروكو ويقتله هيدان بينما يدمر كاكوزو المكان بأكمله ويقضي على باقي الرهبان ويأخذ كاكوزو جثة كيروكو إلى بنك بينغو للحصول على مكافأة قدرها ثلاثون مليون ريو، وفي هذه الأثناء يذهب ناروتو للتدرب على مهارات جديدة. | | | |
| 74 | «تحت أضواء النجوم» "هوشيزورا نو موتو دي" (星空の下で) | 318-319 | 4 سبتمبر 2008 |
| يصل ناروتو إلى المستوى الثاني من تدريبات عنصر الهواء الخاص به، بينما تعلم تسونادي بغزو الأكاتسكي لدولتها فتجمع فرق كونوها العشرون بتشكيلات جديدة حيث يتكون الفريق العاشر من شيكامارو وأسوما وكاتيتسو وإيزونا بينما تذهب إينو و‌تشوجي مع عضوان آخران وتأمر تسونادي الفرق بالإنتشار والبحث عنهم والإمساك بهم أو القضاء عليهم. | | | |
| 75 | «صلاة الراهب القديم» "روزو نو إنوري" (老僧の祈り) | 320-321 | 11 سبتمبر 2008 |
| يصل فريق أسوما إلى القرية التي كان يوجد بها كيروكو فيعلمون بأن هيدان وكاكوزو قد قتلاه سعيًا وراء المكافأة المعروضة ببينغو بنك، بينما يخبر كاكاشي ناروتو بأن تدريباته تهدف إلى إطلاق القوى الكاملة للراسينغان فقط. | | | |
| 76 | «المرحلة القادمة» "تسوغينارو ستيبُّو" (次なる段階) | 320-322 | 25 سبتمبر 2008 |
| يخبر كاكاشي ناروتو بأنه لاحظ أن هذه المهارة لم تطلق بكامل قواها منذ أن كان الشهاب الرابع يستعملها ويخبر ناروتو أنه الوحيد الذي بإمكانه التفوق عليه ويساعده في تدريباته، بينما يخبر أسوما كل الفرق بمكان هيدان وكاكوزو، وفي هذه الأثناء يصل هيدان وكاكوزو إلى بنك بينغو ويتبين سبب كون هيدان شريك كاكوزو. | | | |
| 77 | «العصا الفضية» "بوغين" (棒銀) | 322-323 | 25 سبتمبر 2008 |
| يصل الفريق إلى بينغو فيجدون هيدان ويصنعون له فخا لكنهم ينصدمون عندما يجدون أنه خالد ولا يموت ثم يهاجمهم فجأة كاكوزو ويكمل معهم هيدان المعركة مستعملا خنجره الفضي الطويل وحده ويرسم في الأرض بواسطة دمه دائرة داخلها مثلث ويبدأ بالقتال مع أسوما ويتمكن من جرحه في وجهه ويأخذ من دمه ويأكله بينما يطلق عليه أسوما هجمة نار ويفاجأ باحتراقه هو أيضا رغم أن النيران لم تصل إليه بينما بتغير لون هيدان بالكامل. | | | |
| 78 | «الحكم الصادر» "كوداساريتا ساباكي" (下された裁き) | 323-325 | 2 أكتوبر 2008 |
| يخبر هيدان أسوما بأنه سيختبر معه الألم الهائل لكن أسوما يستمر بقتاله بيده السليمة ويهاجمه لكن هيدان يسقطه أرضا بطعن رجله ويبدو وكأن رجل أسوما طعنت أيضا ويحاول هيدان طعن قلبه ويدرك الفريق أن بعد تحول هيدان لذلك الوضع فإذا حدث له أي شيء يحدث لخصمه أيضا ويمسكه بسرعة شيكامارو بمهارة ظله ويستغرق في التفكير كيف ينقذ حياة معلمه أسوما ويعلم بسر تقنية هيدان ويخرجه من الدائرة الواقف عليها ويقيده بظله ويقطع أسوما رأسه ويسقط جسد هيدان ويخبره كاكوزو بأنه سبق أن قال له بأن يحذر. | | | |
| 79 | «الصرخة التي لا تصل» "تودوكانو زيكّيو" (届かぬ絶叫) | 325-326 | 2 أكتوبر 2008 |
| رغم أن أسوما قطع رأس هيدان فهو لا يزال حيا ولكن يرتاحون بمعرفة أنه لا يمكنه الحراك هكذا وهنا يتدخل كاكوزو ويحمل رأس هيدان ويهاجم أسوما ويطيح به أرضا ويحاول شيكامارو التدخل لكنه قد فقد كل شاكراه أثناء القتال مع هيدان ويعيد كاكوزو رأس هيدان إلى جسده الأصلي ويستعيد هيدان قواه ويتقدم لقتل هيدان بينما يقاتل كاكوزو إيزونا وكاتيتسو ويهزمهما بمهاراته الخاصة بينما شيكامارو لم يستطع دخول القتال، وهنا يستعيد أسوما وعيه ويهاجم هيدان ولكن هيدان يستعمل عصاه الفضية لإصابته من الخلف. | | | |
| 80 | «الكلمات الأخيرة» "سايغو نو كوتوبا" (最期の言葉) | 327-328 | 16 أكتوبر 2008 |
| يستعمل هيدان عصاه الفضية لإصابة أسوما لكنه يفلت بصعوبة وتصيب هيدان لكن هيدان كان قد عاد إلى الدائرة ويصاب أسوما أيضا ويستعمل هيدان رمحه الٱخر لطعن نفسه في قلبه وبالتالي يقتل أسوما ويحاول شيكامارو التدخل لكن يوقفه كاكوزو ويكاد يقتل إيزونا وكاتيتسو ولكن تظهر مجموعة من طيور الغراب وتعيق رؤيتهم ويظهر نينجا كونوها ويهاجم كاكوزو ويحرر كاتيتسو وإيزونا وشيكامارو من قبضته ويبعد تشوجي أسوما عن موقع المعركة وتبعد إينو شيكامارو عن كاكوزو ويجتمعان حول معلهم الذي يحتضر ويعارك النينجا الأخرين كاكوزو لكن يستدعيهم قائد الأكاتسكي لختم ذي الذيلان ويغادران بعد توعدهما بالعودة من أجل جثة أسوما ويخبر أسوما فريقه بكلماته الأخيرة ويتذكران بعض ذكرياتهم ويخبر أسوما شيكامارو عن ماهية الملك ويموت.                                                                           | | | |
| 81 | «أخبار محزنة» "كاناشيكي شيراسي" (悲しき報せ) | 329-330 | 23 أكتوبر 2008 |
| يكمل ناروتو تدريبه على تطوير مهارته ويحاول إيجاد أساليب جديدة للتوصل إلى ذلك وبدأ يتقدم في تدريباته، بينما تصل أخبار موت أسوما إلى كونوها ويتم إقامة جنازة له لتخليد ذكراه وكونه أحد أبطال كونوها. | | | |
| 82 | «الفريق العاشر» "دايجوبان" (第十班) | 330-331 | 30 أكتوبر 2008 |
| بعد حلول فجر ليلة الجنازة يقرر شيكامارو الذهاب مع رفيقاه إينو وتشوجي للإنتقام لموت معلمهما من هيدان وكاكوزو لكن تمنعهم الهوكاغي تسونادي وهنا يظهر كاكاشي ويخبرها بأنه سيكون قائد فريقهم وتتركهم يذهبون وتخبرهم بأنها سترسل لهم دعم خلال 48 ساعة ويذهب الفريق العاشر بقيادة كاكاشي للقضاء على هيدان وكاكوزو وتقوم إينو بالسيطرة على عقل طير وتستعمله لتعقب هيدان وكاكوزو وتنجح بذلك ويوقعهم شيكامارو في فخ له وبقبض عليهما. | | | |
| 83 | «القبض على الهدف» "تاريغتُّو روكون" (標的捕捉) | 331-333 | 6 نوفمبر 2008 |
| بعد أن قبض شيكامارو على كاكوزو وهيدان يستعمل هيدان لقتل كاكوزو متحكما به بمهارة ظله لكن يفلت كاكوزو من الهجمة ويتراجع ثم يستدرج شيكامارو كاكوزو لأسفل شجرة ويسقط عليه تشوجي بمهارته الخاصة دبابة اللحم لكن يفلت كاكوزو مرة أخرى وهنا يهاجم كاكاشي كاكوزو بمهارة الشيدوري ويسقط كاكوزو أرضا ويستعد كاكاشي لمهاجمة هيدان بالشيدوري لكن ينهض كاكوزو ويضرب كاكاشي بركلة قوية ويرميه بعيدا ويزيل رداءه ويتبين أنه يضع أربعة أقنعة فوق ظهره ويخرجها كلها وهي عبارة عن وحوش تضع تلك الأقنعة تحت سيطرته. | | | |
| 84 | «قدرات كاكوزو» "كاكوزو نو نوريوكو" (角都の能力) | 333-334 | 13 نوفمبر 2008 |
| بعد ظهور وحوش كاكوزو الأربعة يفقد شيكامارو سيطرته عن هيدان ويقوم هذا الأخير مهاجمة كاكاشي بعصاه الفضية ويتقاتلان ويظهر فجأة أحد وحوش كاكوزو الذي يطير ويقذف طلقة هواء قوية على كاكاشي ولكن ينجو كاكاشي من الضربة غير أن سترته تمزق كلها ويهاجم وحش كاكوزو ٱخر شيكامارو وتشوجي ويقذفهم بطلقة برق لكن يوقفها كاكاشي وتتمزق قفازات يديه وتنضم إليهم إينو ويبدأون بالتناقش حول قدرات كاكوزو ووحوشه بينما يقذفهم وحش ٱخر بطلقة نار هائلة . | | | |
| 85 | «السر المرعب» "أوسوروبيكي هيميتسو" (恐るべき秘密) | 335-336 | 20 نوفمبر 2008 |
| يفلت فريق كاكاشي من ضربة وحش كاكوزو ويهاجم هيدان كاكاشي ويتعاركان ويتوقفون لوهلة ويستفز هيدان تشوجي الذي يندفع إليه بقوة وينقذ شيكامارو بمهارة ظله ويقفز هيدان ويهاجمه ثانية وينقذه كاكاشي ويعاركه ثانية ويهاجم كاكوزو تشوجي ويكاد يأخذ قلبه لكن تنقذه إينو ويقضي عليها أيضا ويشنقهما كلاهما بينما يهاجم وحش البرق شيكامارو الذي يستدعي عنصر الماء وينقل صدمة البرق لكاكوزو ويحرر رفاقه بينما يفلت كاكاشي من هيدان بنسخة ظله ويجتمع الفريق ويعطي كاكاشي شيكامارو "الشيء" ويمسك هيدان ثانية بمهارة ظله بينما يواجه كاكاشي كاكوزو ووحوشه ويأخذ شيكامارو هيدان إلى الغابة، ويدمج كاكوزو بين وحشي النار والهواء ويخرج مجموعة من الخيوط من يده ويكشف لهم عن سر قوته ووحوشه. | | | |
| 86 | «عبقرية شيكامارو» "شيكامارو نو ساي" (シカマルの才) | 336-337 | 4 ديسمبر 2008 |
| بعد أن كشف كاكوزو عن سره لكاكاشي، يكمل شيكامارو طريقه مع هيدان للغابة ويتوقف شيكامارو ويبدأ بإطلاق حرب مربوطة بأوراق متفجرة إلى الأشجار حولهم ويضمحل ظل شيكامارو ويحمل هيدان رمحه ويحاول قتل شيكامارو بينما يستمر كاكاشي في قتال كاكوزو ووحشه المدمج ويسقطه أرضا ويقيده بخيوطه بينما يهاجم هيدان شيكامارو ويأخذ من دمه ويرسم الدئرة في الأرض ثانية بدمه ويطعن نفسه في قلبه ويسقط شيكامارو وفي نفس الوقت يسقط كاكوزو ممسكا بقلبه ومتسائلا عما يحدث ويتضح أن كل هذه خطة شيكامارو فذلك الشيء هو حقنة وضع بها كاكاشي دماء كاكوزو وقذفها شيكامارو على رمح هيدان وبالتالي يقضى على كاكوزو وينهض شيكامارو ويهاجم هيدان ويمسكه بظله لكن يهاجم وحوش كاكوزو البقية ويقضى على وحش البرق لإنعاش كاكوزو الذي ينهض مجددا ويتحد مع وحشاه الأخران ويقيد كاكاشي وإينو وتشوجي ويهاجمهم بطلقة نار . | | | |
| 87 | «عندما تلعن شخصا، فإنك تحفر قبرك» "هيتو أو نوروابا أنا فوتاتسو" (人を呪わば穴二つ)                                                                                    | 338-339 | 4 ديسمبر 2008 |
| يهاجم كاكوزو ووحشاه كاكاشي وتشوجي وإينو بطلقة نار لكن ينقذهم ياماتو وناروتو بصنع إعصار من الماء ويصل فريق ياماتو ويستدعي كاكاشي أحد كلابه ويذهب مع ساكورا وساي لدعم شيكامارو الذي يتقدم هيدان لمهاجمته لكن يوقفه شيكامارو ويقيده بالأوراق المتفجرة ويحفر تحته قبرا، بينما يبدأ ناروتو بإختبار قوة هيدان بإستعمال مهارة النسخ وهنا تتذكر ساكورا ما قالته لها تسونادي عن شيكامارو وتعرف بأنه محل ثقة وإعتماد. | | | |
| 88 | «عنصر الرياح :راسين الشوريكن» "فوتون: راسينشوريكين!" (風遁·螺旋手裏剣!)                                                                                               | 339-342 | 11 ديسمبر 2008 |
| يقوم شيكامارو بإشعال ولاعة أسوما ويتذكر بعض نصائحه له ويرمي الولاعة المشتعلة على هيدان مودعا معلمه وينفجر هيدان وتلاحظ ساكورا وساي ذلك بينما يقوم ناروتو بصنع مهارته الجديدة التي كان يتدرب عليها وأسماها الراسين شوريكن ويهاجم كاكوزو ويتمكن من الوصول إليه لكنه يفقدها وتضمحل ويمسك به كاكوزو لكن ينقذه ياماتو وكاكاشي ويخبرانه بسبب عدم إكماله للراسين شوريكن، وهنا تسقط أشلاء هيدان في حفرة شيكامارو ويدفنه شيكامارو حيا هناك ويتوعده هيدان بالإنتقام وتأتي حيوانات الغابة وتعطي لشيكامارو ولاعة أسوما ويتأثر جراء ذلك ويبدأ بالبكاء ويذهب بعدها مع ساي وساكورا الذين وصلوا إليه وفي هذه الأثناء يطلق كاكوزو قواه القصوى ويتمكن من الطيران ويهاجم ناروتو لكن يخدعه هذا الأخير ويقذفه بالراسين شوريكن ويندهش الٱخرون من قوته ويذهب كاكاشي لينهي كاكوزو ويقتله.                | | | |

## إصدارات منزلية
| مجلد | تاريخ         | أقراص | حلقات | مرجع  |
| ---- | ------------- | ----- | ----- | ----- |
| 1    | 14 يناير 2009 | 1     | 72–75 | [ 5 ] |
| 2    | 4 فبراير 2009 | 1     | 76–79 | [ 5 ] |
| 3    | 4 مارس 2009   | 1     | 80–83 | [ 5 ] |
| 4    | 13 مايو 2009  | 1     | 84–88 | [ 5 ] |